# Trần Thị Nhị Hà
Trần Thị Nhị Hà (sinh ngày 25 tháng 11 năm 1973) là nữ chính khách Việt Nam. Bà là Đại biểu Quốc hội nước Cộng hòa xã hội chủ nghĩa Việt Nam khóa XV từ Hà Nội, Phó trưởng Ban Dân nguyện Quốc hội Việt Nam, Ủy viên Ủy ban Xã hội của Quốc hội. Bà từng là Thành ủy viên, Bí thư Đảng ủy, Giám đốc Sở Y tế thành phố Hà Nội.
Trần Thị Nhị Hà là đảng viên Đảng Cộng sản Việt Nam, học vị Cử nhân Ngôn ngữ Anh, Cử nhân Luật,  Bác sĩ đa khoa, Tiến sĩ Y học, Cao cấp lý luận chính trị. Bà có sự nghiệp đều công tác ở ngành y thủ đô.

## Xuất thân và giáo dục
Trần Thị Nhị Hà sinh ngày 25 tháng 11 năm 1973, quê quán ở xã Xuân Hồng, huyện Nghi Xuân, tỉnh Hà Tĩnh. Bà thi đỗ Trường Đại học Y Hà Nội vào năm 1991, theo học và tốt nghiệp Bác sĩ Đa khoa vào năm 1997, sau đó, bà học thêm các chương trình đại học khác, có hai bằng đại học là Cử nhân Luật và Cử nhân ngôn ngữ Anh, là nghiên cứu sinh y khoa và trở thành Tiến sĩ Y học. Bà được kết nạp Đảng Cộng sản Việt Nam vào ngày 1 tháng 11 năm 2002, trở thành đảng viên chính thức sau đó 1 năm, từng theo học các khóa chính trị ở Học viện Chính trị Quốc gia Hồ Chí Minh và tốt nghiệp Cao cấp lý luận chính trị. Hiện bà thường trú ở phố Thụy Khuê, quận Tây Hồ, thành phố Hà Nội.

## Sự nghiệp
Tháng 12 năm 1997, sau khi tốt nghiệp trường Y Hà Nội, Trần Thị Nhị Hà được tuyển dụng viên chức vào Trung tâm Y tế quận Hai Bà Trưng, thành phố Hà Nội. Bà công tác liên tục ở đây 6 năm, cho đến tháng 8 năm 2003 thì được điều lên Sở Y tế thành phố Hà Nội làm Thanh tra viên của Thanh tra Sở. Sang tháng 10 năm 2006, bà được chuyển sang Phòng Quản lý hành nghề Y–Dược tư nhân, Sở Y tế làm Chuyên viên, thăng chức Phó Trưởng phòng từ tháng 8 năm 2007, rồi Trưởng phòng từ tháng 3 năm 2011. Tháng 11 năm 2016, bà được bầu vào Ban Chấp hành Đảng bộ Sở Y tế, được bổ nhiệm làm Phó Giám đốc Sở Y tế thành phố Hà Nội, sau đó là Ủy viên Ban Thường vụ, Phó Bí thư Đảng ủy từ tháng 6 năm 2020.
Tháng 10 năm 2020, tại Đại hội Đảng bộ thành phố Hà Nội lần thứ XVII, nhiệm kỳ 2020–2025, Trần Thị Nhị Hà được bầu vào Ban Chấp hành Đảng bộ thành phố Hà Nội, tiếp tục là Phó Bí thư Đảng ủy cơ quan Sở Y tế, Phó Giám đốc Sở Y tế. Ngày 1 tháng 3 năm 2021, bà được bổ nhiệm làm Giám đốc Sở Y tế, kế nhiệm Tiến sĩ Y học Nguyễn Khắc Hiền, đồng thời kiêm nhiệm Phó Trưởng ban thường trực Ban Chỉ đạo công tác phòng, chống dịch bệnh COVID-19 thành phố Hà Nội, rồi được bầu làm Bí thư Đảng ủy cơ quan Sở Y tế vào ngày 9 tháng 3, phê chuẩn là Ủy viên Ủy ban nhân dân thành phố Hà Nội từ ngày 29 tháng 3 cùng năm. Trong giai đoạn này, bà tham gia ứng cử đại biểu Quốc hội từ Hà Nội, tại đơn vị bầu cử số 7 gồm các huyện Phúc Thọ, Ba Vì, Đan Phượng và thị xã Sơn Tây, rồi trúng cử Đại biểu Quốc hội khóa XV, Ủy viên Ủy ban Xã hội của Quốc hội với tỷ lệ 74,62%.
Ngày 20 tháng 3 năm 2024, bà được bổ nhiệm chức vụ Phó Trưởng Ban Dân nguyện thuộc Ủy ban Thường vụ Quốc hội.